# Guillaume-Marie-Joseph Labouré
Pour les articles homonymes, voir Labouré.
Guillaume Marie Joseph Labouré, né le 27 octobre 1841 à Achiet-le-Petit (Pas-de-Calais) et décédé le 21 avril 1906 à Rennes, est un ecclésiastique et évêque français qui fut archevêque et cardinal.

## Biographie

### Jeunesse
Il appartient à une modeste famille paysanne d'Achiet, qui avant la Révolution vivait dans une relative aisance. Devenue acquéreur d'une grande partie des biens d'une famille émigrée, sa famille les remit à leurs anciens possesseurs après la Révolution : François Philippe Ladislas, 2e comte et 4e baron de Diesbach Belleroche, vicomte d'Ervillers.
La tante de Guillaume Labouré lui donna une éducation simple et très pieuse, d'une piété austère proche du jansénisme. Ses parents, s'apercevant des dispositions de leurs fils pour les études, le confient au curé de la paroisse du Sars qui lui enseigna le latin.

### Formation
Il fait des études au petit séminaire d'Arras, que Pierre-Louis Parisis venait de confier à la Société de Saint Bertin, et où il se lie d'amitié avec l'abbé Catteau, futur évêque de Luçon. Envoyé par Pârisis compléter sa formation, il poursuit ses études à Paris, où il entre au séminaire Saint-Sulpice. Il reçoit l'ordination sacerdotale le 22 septembre 1865 pour le diocèse d'Arras et entre ensuite dans l'enseignement ecclésiastique.
Nommé professeur de seconde au petit séminaire d'Arras, le 1er octobre 1865, puis directeur le 30 octobre 1869, Labouré en devient le supérieur le 21 juin 1872, jusqu'à l'année 1882. Sous son influence, le séminaire d'Arras va acquérir un niveau d'étude plus élevé : tâche qui lui est facilitée par l'amélioration progressive du corps professoral. En effet, il change les manuels de théologie, abandonnant ceux de Jean-Baptiste Bouvier au profit des ouvrages du sulpicien Raymond Bonal,, qui insistent sur les prérogatives pontificales récemment mises en valeur lors du premier concile œcuménique du Vatican.
Son enseignement laisse une place aux doctrines de saint Thomas d'Aquin et de Francisco Suárez. À partir du supériorat de Labouré, l'histoire prend une plus grande part dans l'enseignement dispensé à Arras. Les nécessités de préparer au baccalauréat et aux études supérieures, l'obligent à accroître la part des langues et des sciences.
Parallèlement à ses activités au petit séminaire d'Arras, l'abbé Labouré fait partie du Comité diocésain des associations catholiques pour la classe ouvrière tout comme Louis-François Sueur, futur archevêque d'Avignon.

### Vicaire général du diocèse d'Arras

#### Vicaire général pendant l'épiscopat de Guillaume Meignan
Le 1er mars 1882, l'abbé Labouré quitte le séminaire d'Arras pour faire partie du conseil de l'évêque d'Arras en qualité de vicaire général du diocèse d'Arras, appelé à ce poste important par son évêque, Jean-Baptiste Joseph Lequette, celui-ci meurt peu de temps après, le 13 juin 1882.
La succession ouverte laisse un chapitre divisé sur la question de l'élection des vicaires capitulaires. À cette occasion, l'abbé Labouré est tour à tour présenté lors du vote du 14 juin 1882 comme modéré face aux libéraux et aux ultramontains déclarés ; puis, dans une lettre datée du 24 d'un mois d'été 1882, Laurent-Marie-Étienne Monnier, futur évêque de Troyes, écrivant au nonce, le classe dans la majorité ultramontaine ; pourtant le préfet Bilhourd, dans une lettre au ministre des Cultes, après la nomination de Guillaume Meignan, évêque d'Arras, range Labouré parmi les libéraux. Ces différents avis laissent apparaître que la position de Labouré, peu tranchée, était l'objet de l'attention de tous, puisqu'elle pouvait faire basculer la majorité du chapitre capitulaire du diocèse d'Arras.
Le 1er décembre 1882, le conseil épiscopal provisoire réuni, nomme trois grands doyens dont Labouré pour Saint-Omer et Béthune.
Nommé au siège d'Arras, Meignan songe à désigner un deuxième vicaire général et avait pensé à l'abbé Labouré. Après un avis favorable du préfet le 14 octobre 1882, il préfère attendre ne pouvant se résoudre à réclamer un canonicat pour Roussel — une éminence noire du diocèse — à laquelle Labouré succéderait. Pourtant, quelques mois après, Labouré est nommé vicaire général par Meignan et fait partie de cette équipe d'ecclésiastiques de valeur que le nouvel évêque constitue autour de lui.

#### Vicaire général pendant l'épiscopat de Désiré Dennel
L'épiscopat de Meignan constitue pour le futur évêque un exemple de la politique que doit être capable de tenir un évêque. Tant dans la gestion des affaires religieuses du diocèse, que dans la conduite à suivre dans ses relations avec le Gouvernement : plus tard Labouré saura rester fidèle aux conceptions modérées, mais fermes de Meignan ; préparant ainsi Labouré à figurer parmi les artisans du Ralliement. Très apprécié du pape, Meignan est nommé archevêque de Tours et ne reste que deux ans à Arras. Son successeur, Désiré-Joseph Dennel, un intransigeant, permet à Labouré de comprendre tout l'intérêt que peut apporter une position modérée.
Ce changement de nomination épiscopale permet à Labouré d'administrer pendant presque toute l'année 1884 le diocèse d'Arras. Lorsque Dennel se décide, après six mois, à proposer Labouré comme vicaire général le 16 décembre 1884, celui-ci est agréé sans difficulté après avis très favorable le 23 décembre 1884, et nommé le 29 décembre 1884.
Pourtant déjà une autre carrière se dessinait pour Labouré, puisque remarqué par Meignan, l'archevêque de Tours, qui écrivait à son sujet au ministre le 8 octobre 1884, puis à son directeur des Cultes les 21 et 31 octobre 1884 pour lui faire obtenir un siège épiscopal.

### Évêque du Mans
Nommé évêque du Mans le 31 décembre 1884, il est préconisé le 27 mars 1885, il est sacré en la cathédrale de Luçon le 31 mai suivant par Guillaume René Meignan, archevêque de Tours, Nicolas-Clovis-Joseph Catteau, évêque de Luçon et Donnel, évêque d'Arras.
Sachant qu'il était sans fortune contrairement à son prédécesseur au siège du Mans, Hector-Albert Chaulet d'Outremont, une somme fut mise à son entière disposition par les fidèles de son nouveau diocèse.
Au siège du Mans, il rétablit les missions et administra son diocèse avec dévouement. Dans sa mission d'évêque, il privilégia l'enseignement notamment en direction des tout petits et la formation des prêtres. Labouré s'illustra particulièrement dans l'affaire de l'abbaye Saint-Pierre de Solesmes en obtenant du pape la protection des moines de Solesmes, contre l'aversion qu'éprouvait pour eux Meignan.
Le 28 octobre 1891, l'évêque d'Arras, Désiré-Joseph Dennel, meurt et c'est donc l'occasion pour Meignan de demander son transfert pour le siège d'Arras. Labouré oppose un refus intraitable à son ami.

### Archevêque métropolitain de Rennes, Dol et Saint-Malo

#### La nomination au siège de Rennes
Alors que le diocèse de Rennes vient de connaître le décès du cardinal Place le 5 mars 1893, et reste marqué par la brusque disparition de l'archevêque de Rennes récemment nommé, Jean-Natalis-François Gonindard, et ancien coadjuteur du cardinal Place, le 17 mai 1893, Meignan souhaite déplacer Labouré du Mans à Rennes, ceci sans consulter ce dernier. Labouré après avoir d'abord refusé, cède devant l'insistance du nonce et est désigné pour occuper la fonction d'archevêque de Rennes. Aussi, préconisé le 15 juin 1893, Labouré est nommé, le 30 juin 1893, à l'archevêché de Rennes, Dol et Saint-Malo.

#### L'épiscopat de Guillaume Labouré au siège de Rennes
Guillaume Labouré arrive à Rennes, emmenant avec lui du Mans l'abbé Charost, faisant du futur cardinal Alexis-Armand Charost son secrétaire et son bras droit.
En dépit d'un contexte hostile à l'Église et d'un attachement de la Bretagne aux traditions catholiques, l'épiscopat de Labouré s'avère résolument tourné vers l'avenir. Il prépare ainsi l'Église à jouer un rôle malgré tout déterminant dans cette nouvelle société qui se met en place.
L'abbé Janvier sollicita de Labouré, la création d'un patronage : celui-ci voit le jour le 1er avril 1897 sous sa direction dans des locaux neufs dus à la générosité de mécènes locaux tels que la marquise des Nétumières. C'est le patronage de la Sainte-Famille qui quelques années plus tard prend le nom de Tour d'Auvergne.
Il est créé cardinal par Léon XIII le 19 avril 1897, au titre de Santa Maria Nuova, et de Sainte-Françoise-au-Forum-Romain, titre qui avait été précédemment celui du cardinal Place. Cette nomination intervient alors que Labouré a toujours soutenu la politique de Rome : tant l'infaillibilité pontificale, que la politique de ralliement de l'Église catholique à la République à la suite du toast d'Alger dont son prédécesseur le cardinal Place avait été l'instigateur à la demande du pape ; et se plaçant toujours à la suite de Rerum novarum.
Il participa à ce titre au conclave de 1903 qui voit l'élection du cardinal Sarto, Pie X : il est le premier cardinal-archevêque de Rennes à participer à un conclave.

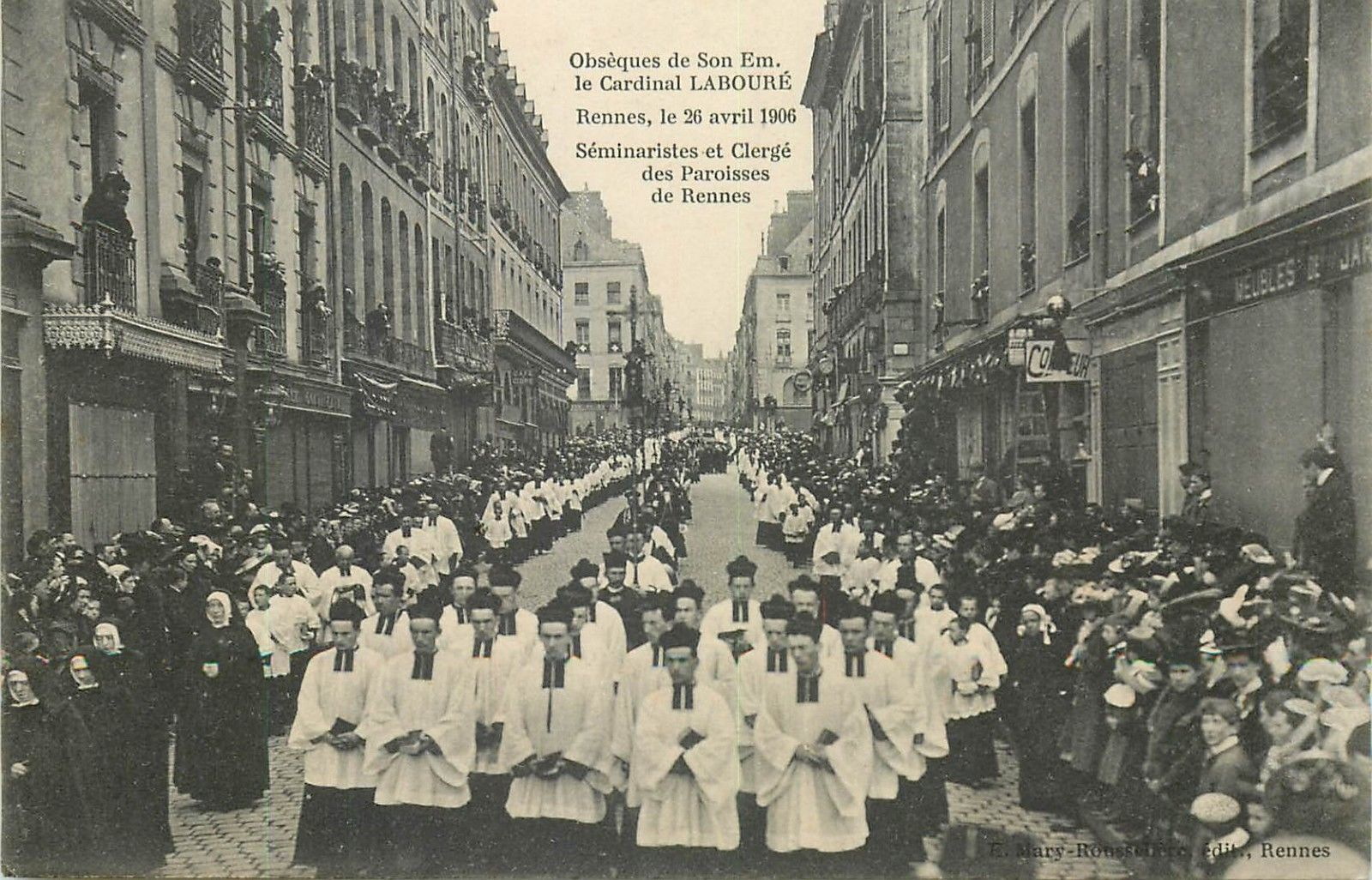
Procession funéraire du cardinal Labouré à Rennes le 26 avril 1906.

Dès le 28 décembre 1905, avec les cinq cardinaux français, Labouré avait estimé que la séparation des Églises et de l'État pouvait être acceptée sous réserve du règlement d'administration publique.
Très marqué par les vives luttes qui opposent partisans et détracteurs de la loi de séparation des Églises et de l'État, Labouré meurt à Rennes le 21 avril 1906. Ses obsèques sont célébrées à la cathédrale Saint-Pierre de Rennes le 26 avril suivant et donnent l'occasion d'un important cortège qui traverse le centre-ville. Malgré la récente loi de séparation des Églises et de l'État, la municipalité de Rennes y assiste de façon officielle, comme à chaque fois qu'un évêque meurt en France.
C'est le Breton, Auguste-René-Marie Dubourg, évêque de Moulins, ancien vicaire général du diocèse de Saint-Brieuc, qui succède au cardinal Labouré, comme archevêque de Rennes, Dol et Saint-Malo, jusqu'à sa mort en 1921.

### Illustration familiale
Le cardinal Labouré est l'oncle du docteur Jules Labouré (1879-1918), beau-frère du célèbre chirurgien Victor Pauchet (1869-1936) et grand oncle du docteur Marc Labouré à qui l'institut Yad Vashem de Jérusalem décerna le titre de Juste parmi les Nations le 30 octobre 2001 mais n'est pas parent de Catherine Labouré, religieuse des Sœurs de Saint Vincent de Paul, qui fut canonisée en 1947.

## Succession apostolique
Guillaume-Marie-Joseph Labouré a ordonné les évêques suivants :
- Archevêque Constant-Ludovic-Marie Guillois (1894)
- Évêque Augustin-Victor Deramecourt (1898)
- Évêque Joseph Guérard (1899)

## Œuvres
L'Eucharistie centre de la vie chrétienne, par le cardinal Labouré. Editions P. Téqui, Paris, 1899

## Armes
| Blason | Blasonnement : D'hermine à la croix d'argent chargée du chrismon complet d'or. |

Différences entre dessin et blasonnement : La croix est d'azur, le chrismon complet est de sable..

### Biographie
- Alexis-Armand Charost, La vie du Cardinal Labouré. In Semaine religieuse du Diocèse de Rennes, année 1906 ;
- Philippe B. Collet de Saint-Jean, Biographie du Cardinal Labouré. In, La pensée politique du Cardinal Labouré à travers l'étude de la Semaine religieuse du diocèse de Rennes. Mémoire de Maîtrise de Sciences Politiques, Faculté de Droit et de Science politique de Rennes, Dir. Professeur Philippe Portier. Université de Rennes I, Rennes 1998.

#### Mandements de carême: Diocèse de Rennes
- Carême 1894 : La confiance en la Providence Divine ;
- Carême 1895 : La Famille chrétienne ;
- Carême 1896 : Confiance en la Providence Divine ;
- Carême 1898 : Les mauvaises lectures ;
- Carême 1899 : L'Eucharistie : centre de la vie chrétienne, I ;
- Carême 1900 : Entretien avant un voyage à Rome ;
- Carême 1901 : La pénitence chrétienne ;
- Carême 1902 : L'Eucharistie : centre de la vie chrétienne, II ;
- Carême 1903 : Le bienfait social de la religion, commentaire de l'Encyclique du 19 mars 1902 ;
- Carême 1904 : Les devoirs religieux dans la famille ;
- Carême 1905 : Les devoirs présents envers l'Église ;
- Carême 1906 : L'Institution Divine de l'Église.

#### Lettres pastorales et mandements: Diocèse de Rennes
- 1897 : Lettre pastorale portant publication de la Lettre Encyclique sur l'Unité de l'Église, publiée à l'occasion du Carême 1897 ;
- 1901 : Lettre pastorale et mandement publiant la bulle Temporis Quidem Sacri, qui étend au monde catholique le Jubilé séculaire célébré à Rome, publiée à l'occasion du l'Année Sainte ;
- 1902 : Lettre à MM. Les Curés et Recteurs du Diocèse de Rennes ;
- 1903 : Lettre pastorale du 6 novembre 1903, portant communication de l'Encyclique E Supremi de Pis X ; Lettre Pastorale et mandement de juillet 1904 portant publication du Jubilé accordé par Pie X à l'occasion de son élévation sur la chaire de Saint Pierre et du Cinquantenaire de la définition dogmatique de l'Immaculée Conception.